# Deportivo Achuapa
Club Deportivo Achuapa – gwatemalski klub piłkarski z siedzibą w mieście El Progreso, w departamencie Jutiapa. Występuje w rozgrywkach Liga Nacional. Domowe mecze rozgrywa na obiekcie Estadio Municipal Manuel Ariza lub Estadio Winston Pineda.

## Historia
Klub został założony w 1932 roku pod nazwą Oriental Progresista. W późniejszym czasie zmienił ją na Deportivo Achuapa (Achuapa to historyczna nazwa miejscowości El Progreso). Przez pierwsze kilkadziesiąt lat występował w niższych ligach. W 1974 roku został zaproszony do rozgrywek drugiej ligi gwatemalskiej.
W 2000 roku zespół wywalczył historyczny awans do Liga Nacional, jednak spadł z niej już po roku. Następnie przez dłuższy czas występował w drugiej lidze (2001–2014 i 2018–2020), by w 2020 roku powrócić do najwyższej klasy rozgrywkowej.

## Trenerzy
- Ricardo Carreño (2000)
- Juan Carlos Alonzo (2001)
- Eriseldo Almeda (2001)
- Miguel Archila (2001)
- Sergio Pardo (2019)
- Carlos Caceros (2019)
- Douglas Zamora (2019)
- Irvin Olivares (2019–2020)
- Iván León (2020–2021)
- Sergio Pardo (2021)
- Gustavo Machaín (2021)
- Rafael Díaz (2021)
- Raúl Arias (2021–2022)
- Adrián García Arias (2022)
- Ramón Maradiaga (2022–2023)
- Raúl Arias (2023)
- Hamilton López (2023)
- Adrián García Arias (od 2023)